# Фонтаинья, Гильерме
Гильерме Фонтаинья (порт. Guilherme Fontainha; 1 (25) июня 1887, Жуис-ди-Фора — 18 сентября 1970, Рио-де-Жанейро) — бразильский пианист и музыкальный педагог.
Учился в Европе у Вианы да Мотта и Фердинана Мота-Лакруа. По возвращении в Бразилию концертировал и преподавал. В 1916 г. возглавил Институт искусств в Порту-Алегри, много работал над развитием музыкальной жизни в регионе Риу-Гранди-ду-Сул. В 1931-1937 г. возглавлял Национальный институт музыки в Рио-де-Жанейро. В 1934 г. по инициативе Фонтаиньи начал выходить первый в Бразилии музыковедческий журнал Revista Brasileira de Música. Автор учебника игры на фортепиано. Среди учеников Фонтаиньи был ряд заметных бразильских музыкантов, в том числе Радамес Гнаттали, Фрейтас Кастро.

## Семья
Внук — Гильерме Вергуейру (порт. Guilherme Vergueiro), джазмен.